# Rumegies
Rumegies és un municipi francès, situat a la regió dels Alts de França, al departament del Nord. L'any 2006 tenia 1.600 habitants. Limita al nord-est amb Brunehaut, al sud-est amb Lecelles, al sud-oest amb Saméon i al nord-oest amb Aix.

## Demografia
| 1962                                       | 1968  | 1975  | 1982  | 1990  | 1999  | 2006  |
| ------------------------------------------ | ----- | ----- | ----- | ----- | ----- | ----- |
| 1.079                                      | 1.133 | 1.157 | 1.211 | 1.258 | 1.402 | 1.600 |
| Des de 1962: població sense dobles comptes |       |       |       |       |       |       |

## Administració
| Període   | Identitat        | Partit |
| --------- | ---------------- | ------ |
| 2001-2008 | Roger Vandeville |        |
| 2008-     | Joël Beyaert     |        |